# 莱蒂西娅·罗梅罗
莱蒂西娅·罗梅罗（西班牙語：Leticia Romero，1995年5月28日—），西班牙女子篮球运动员。她曾代表西班牙国家队参加2016年夏季奥林匹克运动会女子篮球比赛，获得一枚银牌。